# Mon amour, mon ami
Clip vidéo
[vidéo] « Mon amour, mon ami (ORTF, 1967) », sur YouTube
Mon amour, mon ami est une chanson de Marie Laforêt, initialement parue en 1967 sur l'EP Marie Laforêt vol. XIII (aussi connu comme Mon amour, mon ami).

## Développement et composition
La chanson a été écrite par André Popp et Eddy Marnay.

## Liste des pistes
EP 7" 45 tours Marie Laforêt vol. XIII (1967, Festival FX 1531 M)
A1. Mon amour, mon ami
A2. Sébastien
B1. Je suis folle de vous
B2. Mon village au fond de l'eau

## Classements
Mon amour, mon ami / Je suis folle de vous,
| Classement (1967)                       | Meilleure position |
| --------------------------------------- | ------------------ |
| Argentine                               | 5                  |
| Chili                                   | 6                  |
| France (IFOP)                           | 15                 |
| Turquie                                 | 8                  |
| Belgique (Wallonie Ultratop 50 Singles) | 25                 |

## Reprises
La chanson a été reprise par:
- le duo argentin Barbara y Dick en 1967,
- Jeanne Ewings dans Love Like It Is en 1968
- Gönül Yazar (en 1968 en turc sous le titre Çapkin kiz)[5],
- Virginie Ledoyen (en 2002[6] dans le film 8 femmes),
- Radiomatic en 2006,
- Agustina Bécares en 2009,
- Therion dans leur album Les Fleurs du Mal (2012)
- Frédérick Baron dans Humeurs variables (2012)
- Frau Kraushaar dans The Power of Appropriation (Materie Records, 2012)
- Barry dans Barry (Kwaidan records, 2016)[7]
- le groupe estonien Go Away Bird Band en 2016
- Sarah D'Hondt en 2016
- Niño Diablo en 2016
- Michaël Roy (auteur-compositeur de la scène alternative française) dans son troisième album Summer Spleen en 2018.
- Najoua Balyzel en 2021 dans son album Eternelle (Hommage à Marie Laforêt)